# Списак најмлађих мајки
Ово је списак најмлађих мајки.

## Рекорди
Ово је списак жена које су родиле дете са 5 и 6 година.

### 5 година
| Место | Име         | Рођење              | Смрт    | Рођење првог детета | Држава |
| ----- | ----------- | ------------------- | ------- | ------------------- | ------ |
| 1.    | Лина Медина | 27. септембар 1933. | Жива је | 14. мај 1939.       | Перу   |

### 6 година
| Место | Име                         | Рођење              | Смрт    | Рођење првог детета | Држава                           |
| ----- | --------------------------- | ------------------- | ------- | ------------------- | -------------------------------- |
| 2.    | Јелисавета "Лиза" Хришкенко | 11. септембар 1928. | Жива је | 19. август 1934.    | Совјетски Савез (данас Украјина) |
| 3.    | X.                          | 1925.               | ?       | 7. јун 1932.        | Индија                           |